# Ampelisca paria
Ampelisca paria är en kräftdjursart. Ampelisca paria ingår i släktet Ampelisca och familjen Ampeliscidae. Inga underarter finns listade i Catalogue of Life.